# Estrutura da Organização dos Estados Americanos
Segundo a Carta da Organização dos Estados Americanos, as instâncias consultivas e políticas da entidade são
- Assembleia Geral, que é o órgão supremo da Organização dos Estados Americanos. Integrada pelos Estados-membros, com direito a um voto, cada.
- Reunião de Consulta dos Ministros de Relações Exteriores, que se celebra a fim de considerar problemas de caráter urgente e de interesse comum aos Estados americanos, e para servir como órgão consultivo.
- Conselho Permanente da Organização dos Estados Americanos
- Conselho Interamericano para o Desenvolvimento Integral (CIDI)
- Comitê Jurídico Interamericano (CJI);
- Comissão Interamericana de Direitos Humanos(CIDH), que depende da Assembleia Geral

Outros organismos importantes são
- Os Conselhos,
- Secretaria-geral da Organização dos Estados Americanos
- Conferências Especializadas, e
- Organismos especializados:
  - Organização Panamericana da Saúde (OPS 1902, organismo especializado da OEA desde 1950)
  - Instituto Interamericano da Criança (IIN 1927, organismo especializado 1949)
  - Instituto Panamericano de Geografia e História (IPGH 1928 organismo especializado 1949)
  - Comissão Interamericana de Mulheres (CIM 1928, organismo especializado 1953)
  - Instituto Indigenista Interamericano (III 1940, organismo especializado 1953)
  - Instituto Interamericano de Cooperação para a Agricultura (IICA 1942, organismo especializado 1949)

## Outras entidades e organismos
- Comissão Interamericana para o Controle do Abuso de Drogas (CICAD)
- Comissão Interamericana de Telecomunicações (CITEL)
- Comitê Interamericano Contra o Terrorismo (CICTE )
- Comitê Interamericano para a Redução de Desastres Naturais
- Centro de Estudos de Justiça das Américas
- Tribunal Administrativo
- Fundação Panamericana para o Desenvolvimento
- Junta Interamericana de Defesa (JID)
- Comitê Interamericano de Portos
- Junta de Auditores Externos